# Cattedrale dei Santi Cirillo e Metodio (Tetovo)
La cattedrale dei Santi Cirillo e Metodio (in macedone: Црква Кирил и Методи) è la cattedrale ortodossa di Tetovo, in Macedonia del Nord, ed è sede dell'eparchia di Tetovo-Gostivar.

## Storia
La chiesa una basilica è a tre navate. L'iniziatore della costruzione è stato il reverendo Michael (Michael Martinovski), sacerdote noto come il protettore dei cristiani ortodossi dalle autorità ottomane. A quel tempo, come vicario del vescovo, riuscì ad ottenere da Costantinopoli l'approvazione per la costruzione della chiesa il 21 novembre del 1902. La costruzione ha avuto inizio nel 1903. La chiesa è stata completata nel 1918 e consacrata il 12 giugno del 1925.
Nel 1963 un terremoto ha causato gravi danni alla struttura della chiesa e la cupola è stata danneggiata, richiedendo un immediato restauro. Nel 1989 un'ulteriore opera di ricostruzione e restauro della chiesa, conclusasi nel 1991, ha riguardata il rifacimento del tetto, il restauro dei dipinti e interventi inerenti alla pavimentazione.